# Aeroporto di Borrego Valley
L'Aeroporto di Borrego Valley (in inglese Borrego Valley Airport) si trova nella parte orientale della Contea di San Diego in California.

Serve la comunità di Borrego Springs.